# گورستان یرکون
گورستان یرکون (به عبری: בית העלמין ירקון) اصلی‌ترین گورستان در منطقه کلان‌شهری تل‌آویو است. این گورستان در محدودهٔ شهری پتخ تیکوا و در شمال‌شرقی تل‌آویو و در جوار رودخانه یرکون واقع شده‌است. علاوه بر فضای آرام و منظم خود، دارای بخش‌های مختلفی است که برای دفن افراد با ادیان و عقاید مختلف در نظر گرفته شده‌است.
از افراد مهمی که در این گورستان خاک شده‌اند، می‌توان به ایغال آلون، یوسف تیتکین، لیوی اشکول، شموئل دیوون و شلومو بن آمی اشاره کرد.

## نگارخانه

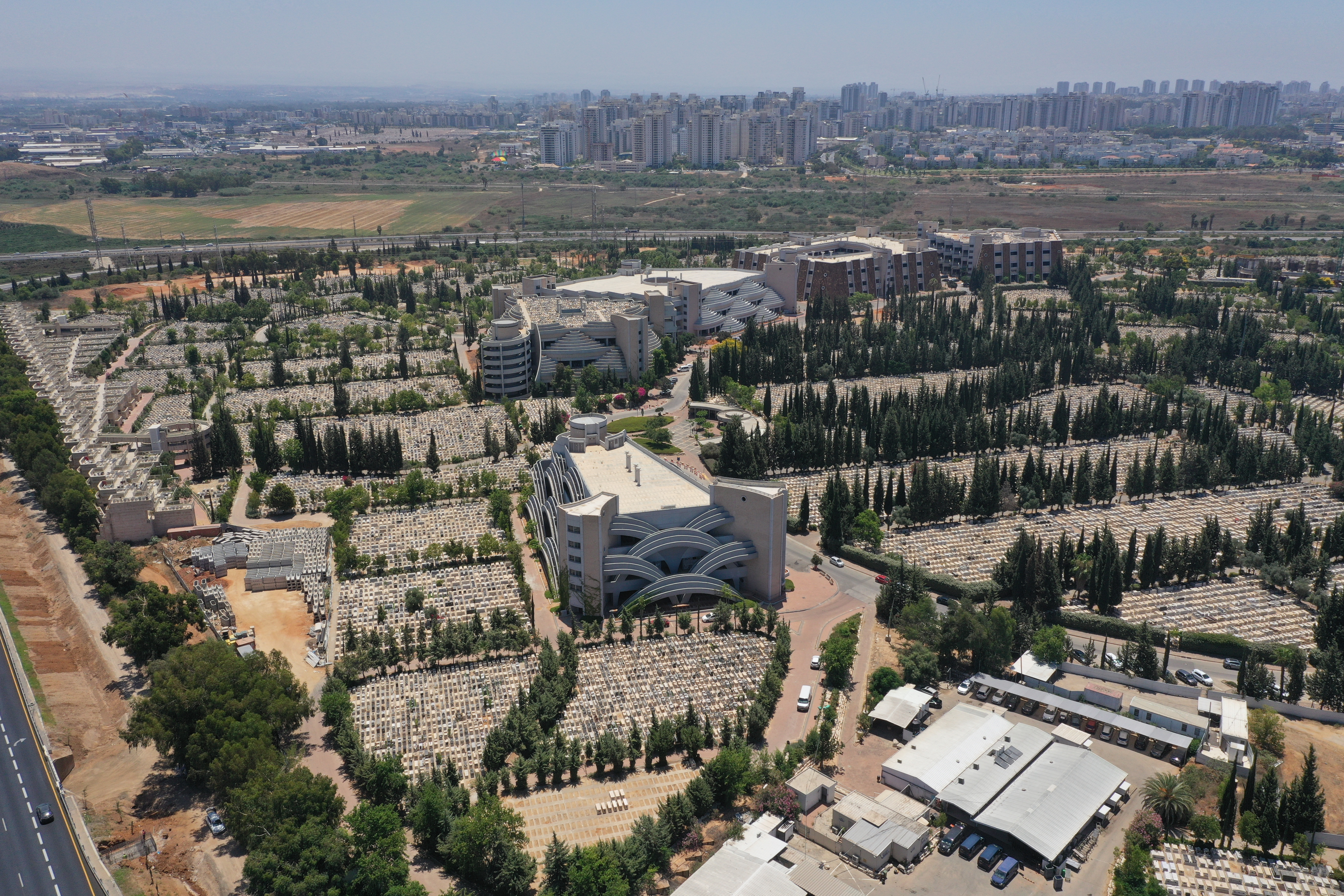
نمایی هوایی از گورستان یرکون
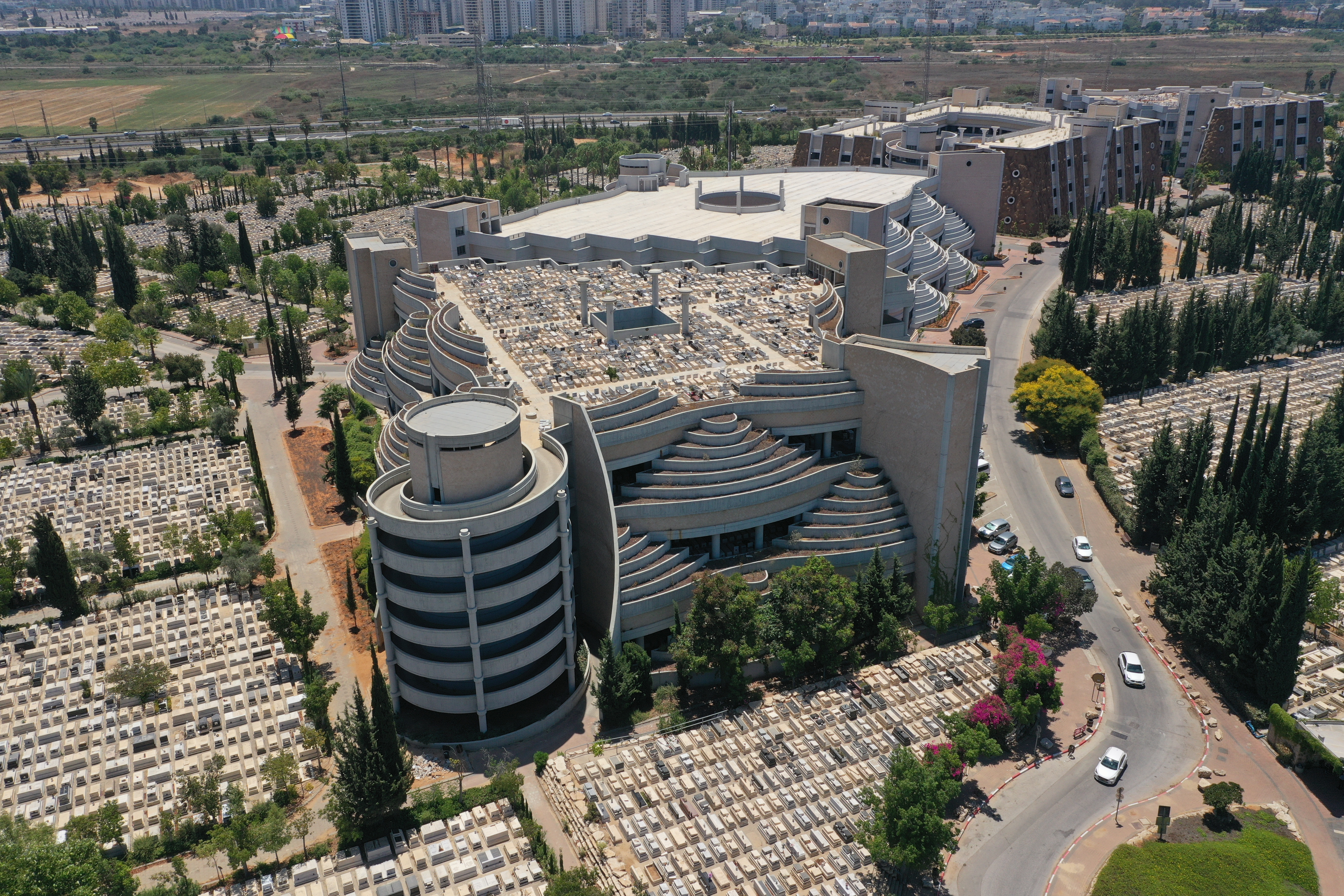
مقبره‌های طبقاتی
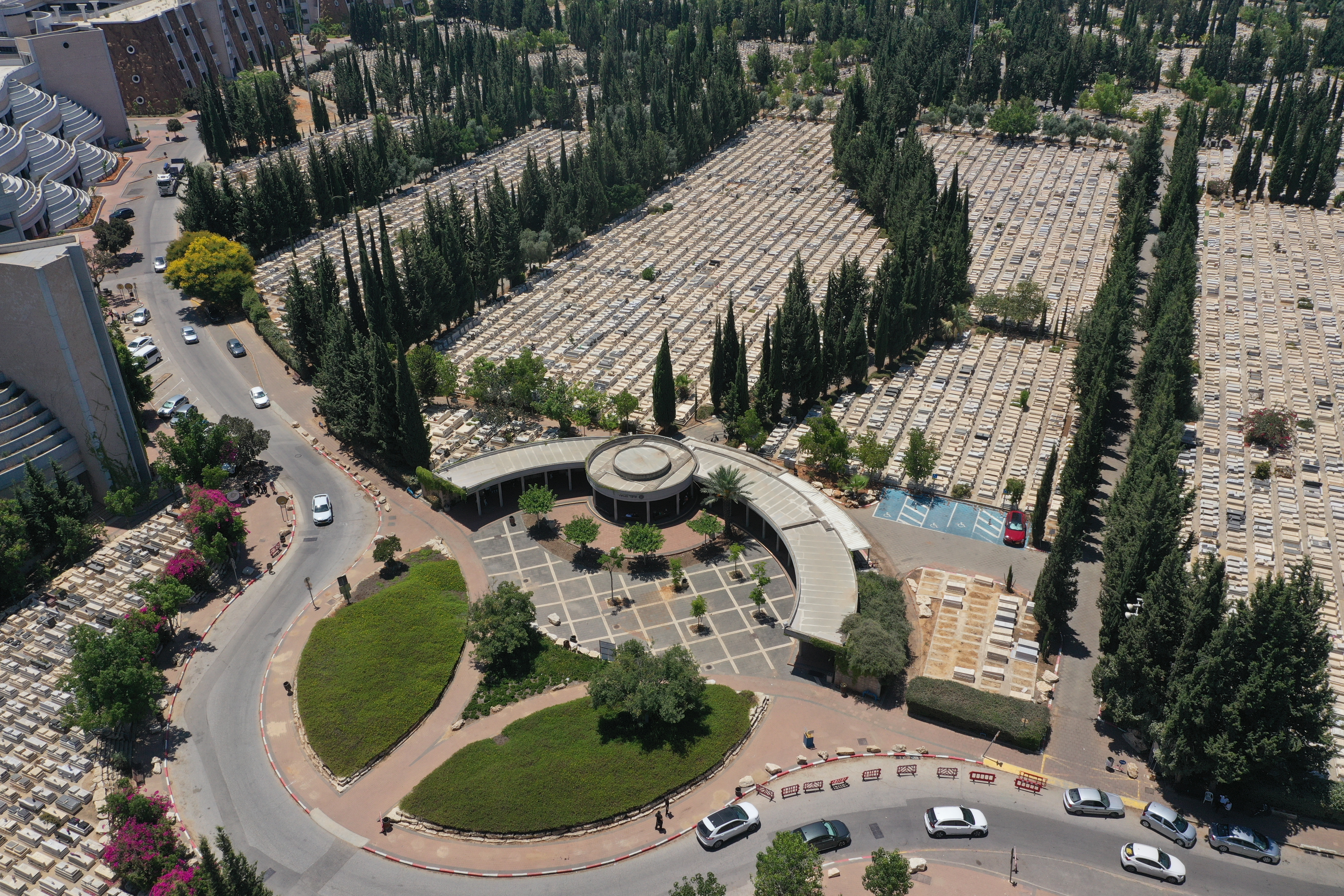
نمایی هوایی از ورودی گورستان